# Clarence (Iowa)
Clarence és una població dels Estats Units a l'estat d'Iowa. Segons el cens del 2000 tenia 1.008 habitants.

## Demografia
Segons el cens del 2000, Clarence tenia 1.008 habitants, 423 habitatges, i 269 famílies. La densitat de població era de 617,8 habitants per km².
Dels 423 habitatges en un 29,1% hi vivien nens de menys de 18 anys, en un 56% hi vivien parelles casades, en un 4,3% dones solteres, i en un 36,2% no eren unitats familiars. En el 33,1% dels habitatges hi vivien persones soles el 24,1% de les quals corresponia a persones de 65 anys o més que vivien soles. El nombre mitjà de persones vivint en cada habitatge era de 2,27 i el nombre mitjà de persones que vivien en cada família era de 2,89.
Per edats la població es repartia de la següent manera: un 23% tenia menys de 18 anys, un 5,2% entre 18 i 24, un 25,2% entre 25 i 44, un 20,5% de 45 a 60 i un 26,1% 65 anys o més.
L'edat mediana era de 42 anys. Per cada 100 dones de 18 o més anys hi havia 79,6 homes.
La renda mediana per habitatge era de 36.042 $ i la renda mediana per família de 42.250 $. Els homes tenien una renda mediana de 30.231 $ mentre que les dones 22.614 $. La renda per capita de la població era de 17.157 $. Entorn del 2,8% de les famílies i el 4,9% de la població estaven per davall del llindar de pobresa.

## Poblacions més properes
El següent diagrama mostra les poblacions més properes.